# Gliese 618
Gliese 618 is een tweevoudig met een spectraalklasse van M3.V en M5.V. De ster bevindt zich 27,74 lichtjaar van de zon.